# 警犬卡尔
《警犬卡尔》是一部1977-1978年在日本东京TBS电视台播出的39集刑事题材的电视剧。
主人公高杉洋子（由木之内綠扮演）负责警犬卡尔的训练，跟卡尔产生了深厚的感情，卡尔也屡次救洋子于危难。

## 演员表
- 高杉洋子——木之内绿；（女警，警犬卡尔的训练员）
- 大岛孝司——加納龙；（巡査部長｝
- 北条進——宮脇康之；（警犬卡尔的饲养员）

## 职员表
- 制作：東京映画、渡边企画、TBS
- 制片人：工藤英博、照喜名隆、橋本洋二
- 脚本：佐佐木守、阿井洋平、四十物光男 等
- 主題歌：《像疾风一样》（日：走れ風のように）（作詞：松本隆、作曲：平尾昌晃、演唱：木之内绿）